# Эрнандес, Адриан
Адриан Эрнандес (англ. Donnie Nietes), (10 января 1986 в Толука-де-Лердо, Мексика) — мексиканский боксёр-профессионал, выступающий в первой наилегчайшей (Light flyweight) (до 49,0 кг) весовой категории. Чемпион мира в первом наилегчайшем весе (по версии WBC, 2011, 2012—н. в.)

## Профессиональная карьера
В 2012 году завоевал чемпионский титул по версии WBC, в весовой категории до 49 кг.
В апреле 2014 года в пятой защите титула, проиграл чемпионский титул нокаутом японцу, Наоя Иноуэ.